# Claire van der Boom
Claire van der Boom (Broome, 21 novembre 1983) è un'attrice australiana.
Di origini olandesi, è nota per le sue interpretazioni nelle serie televisiva Love My Way e East West 101. Nel 2008, ha recitato nel film cinematografico The Square. A livello internazionale, è nota per il suo ruolo nella miniserie della The Pacific e nella serie Hawaii Five-0.

## Filmografia

### Cinema
- The Square, regia di Nash Edgerton (2008)
- Red Hill, regia di Patrick Hughes (2010)
- Love Is Now, regia di Jim Lounsbury (2014)
- Ruth & Alex - L'amore cerca casa (5 Flights Up), regia di Richard Loncraine (2014)
- Chronic, regia di Michel Franco (2015)
- A Year and Change, regia di Stephen Suettinger (2015)
- Broke, regia di Heath Davis (2016)
- Dear Eleanor, regia di Kevin Connolly (2016)
- Battlecreek, regia di Alison Eastwood (2017)
- Palm Beach, regia di Rachel Ward (2019)
- American Exit, regia di Ingo Vollkammer e Tim McCann (2019)
- Blacklight, regia di Mark Williams (2022)

### Televisione
- The Shark Net - miniserie TV, episodio 1x1 (2003)
- Love My Way – serie TV, 7 episodi (2007)
- East West 101 – serie TV, episodio 1x05 (2008)
- Rush – serie TV, 11 episodi (2008)
- The Pacific – miniserie TV, episodio 1x3 (2010)
- Sisters of War, regia di Brendan Maher – film TV (2010)
- Tough Trade, regia di Gavin Hood - film TV (2010)
- Hawaii Five-0 – serie TV, 13 episodi (2010-2019)
- Underbelly Files: The Man Who Got Away, regia di Cherie Nowlan - film TV (2010)
- City Homicide serie TV, episodi 5x1, 5x2 e 5x3 (2011)
- Masters of Sex – serie TV, episodio 1x09 (2013)
- Constantine – serie TV, episodi 1x08-1x09 (2014-2015)
- Low Life - serie TV, 5 episodi (2014)
- Game of Silence – serie TV, 10 episodi (2016)
- Pulse - serie TV, 8 episodi (2017)
- Scomparsa in Paradiso (Kidnapped), regia di Vic Sarin – film TV (2021)

### Cortometraggi
- Reflections, regia di Ross Ioppolo (2005)
- Katoomba, regia di Leon Ford (2007)
- Baby Cake, regia di Pearl Tan (2010)
- Engine Block, regia di Joshua Feldman e Patrick Roscoe (2011)
- Beneath the Sheets, regia di James Gittins (2012)
- Record, regia di David Lyons (2013)
- Valley Heist, regia di Will Wernick (2016)

## Riconoscimenti
- Logie Award
  - 2011 – Attrice emergente per Sisters of War[1]

## Doppiatrici italiane
Nelle versioni in italiano dei suoi film, Claire van der Boom è stata doppiata da:
- Ilaria Latini in Rush, Constantine
- Domitilla D'Amico in Ruth & Alex - L'amore cerca casa
- Selvaggia Quattrini in Scomparsa in Paradiso
- Valentina Favazza in Game of Silence
- Chiara Gioncardi in Hawaii Five-0
- Valentina Mari in The Pacific
- Emanuela Damasio in Blacklight